# Rally Poland
Rally Poland (Rajd Polski) är en rallytävling som tidigare varit deltävling i rally-VM.
Rajd Polski är världens näst äldsta rallytävling, körd första gången 1921. Bara Monte Carlo-rallyt är äldre (1911).
Tävlingen körs med bas i staden Mikołajki i Ermland-Masuriens vojvodskap.
Rajd Polski var en deltävling i rally-VM 2009 samt mellan åren 2014 och 2017.

## Vinnare av Rally Poland
| År      | Vinnare                          | Bil                    |
| ------- | -------------------------------- | ---------------------- |
| 2024    | Kalle Rovanperä Jonne Halttunen  | Toyota GR Yaris Rally1 |
| 2018-23 | Inget VM-rally                   | Inget VM-rally         |
| 2017    | Thierry Neuville Nicolas Gilsoul | Hyundai i20 Coupe WRC  |
| 2016    | Andreas Mikkelsen Anders Jæger   | Volkswagen Polo R WRC  |
| 2015    | Sébastien Ogier Julien Ingrassia | Volkswagen Polo R WRC  |
| 2014    | Sébastien Ogier Julien Ingrassia | Volkswagen Polo R WRC  |
| 2010-13 | Inget VM-rally                   | Inget VM-rally         |
| 2009    | Mikko Hirvonen Jarmo Lehtinen    | Ford Focus WRC         |